# Бакс, Алессио
Алессио Бакс (итал. Alessio Bax; род. 1977, Бари) — итальянский пианист.
Окончил консерваторию в Бари у Анджелы Монтемурро. Затем учился во Франции у Франсуа Жоэля Тиойе и в Академии Киджи у Хоакина Ачукарро, позднее последовал за своим последним учителем в Даллас, где продолжил обучение в Южном методистском университете. В 1999 г. выиграл Международный конкурс пианистов в Хамамацу, затем в 2000 г. Международный конкурс пианистов в Лидсе. Участвовал в Олдебургском фестивале, фестивале в Вербьере и других значительных событиях международной музыкальной жизни.
Записал, вместе со своей женой пианисткой Люсиль Чанг, альбом со всеми произведениями Дьёрдя Лигети для двух фортепиано и для фортепиано в четыре руки, вместе с органистом Штефаном Энгельсом — сочинения Марселя Дюпре для органа и фортепиано. Среди других записей Бакса — концерты Бетховена и Брамса.